# Erik Thommy
Erik Thommy (ur. 20 sierpnia 1994 w Ulm) – niemiecki piłkarz grający na pozycji pomocnika w Sportingu Kansas City.

## Życiorys
Jest wychowankiem FC Augsburg. W czasach juniorskich trenował także w SV Kleinbeuren, SSV Ulm 1846 i TSG Thannhausen. W latach 2013–2016 był piłkarzem zespołu rezerw Augsburga. 29 stycznia 2014 został również członkiem pierwszej drużyny. W Bundeslidze zadebiutował 16 lutego 2014 w przegranym 0:1 meczu z 1. FC Nürnberg. Do gry wszedł w 82. minucie, zmieniając Tobiasa Wernera. Od 11 stycznia 2015 do 31 stycznia 2016 przebywał na wypożyczeniu w drugoligowym 1. FC Kaiserslautern. 1 lipca 2016 został wypożyczony na rok do SSV Jahn Regensburg. 18 stycznia 2018 podpisał kontrakt z VfB Stuttgart. Od 10 lipca 2019 do 30 czerwca 2020 przebywał na wypożyczeniu w Fortunie Düsseldorf. W 2022 przeszedł do Sportingu Kansas City.